# Терціарії

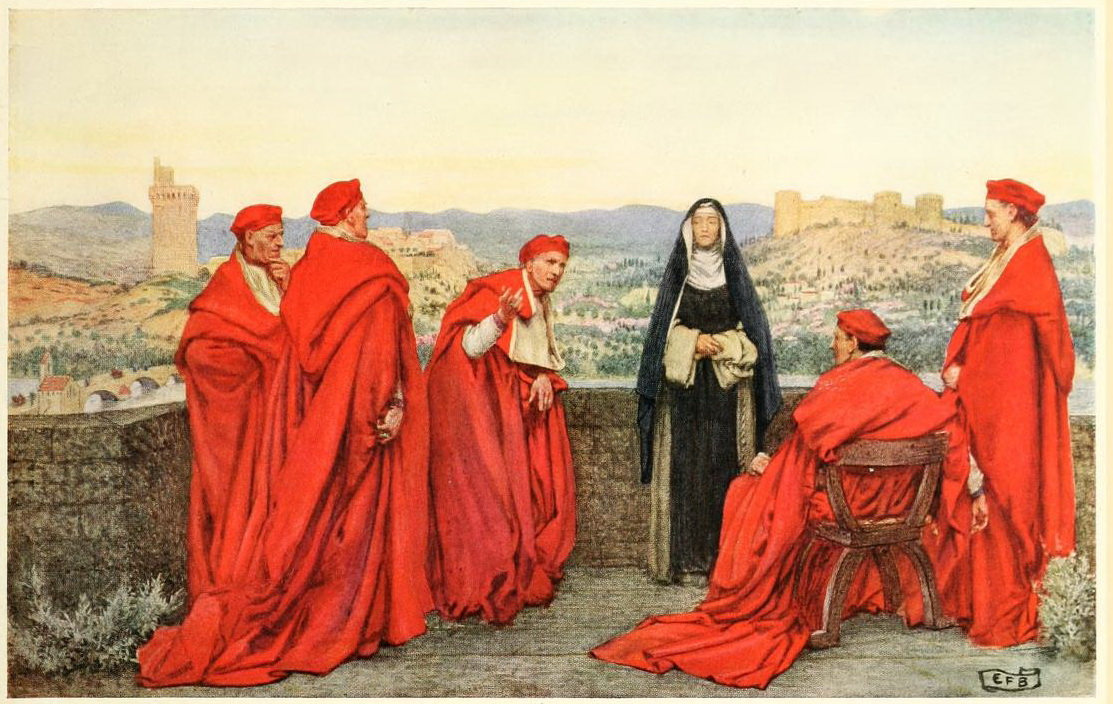
Катерина Сієнська (1347–1380), домініканська терціанка, жила поза релігійними установами та мала дипломатичну кар’єру

Третій орден, або ще братство мирян, братство терціаріїв, і просто — терціарії, назва «третинний» походить від латинського tertiarius, що означає в основному «третій».
Термін «терціарії» означає, загалом, непрофесійних членів релігійних орденів, приватних осіб, мирян або й навіть духовенство, які при цьому не обов'язково живуть у спільноті монастиря, але при цьому можуть претендувати на носіння габіту та брати участь у добрих справах якогось монашого ордену. Терціарії — це особи, які живуть згідно з Третім правилом релігійних орденів або поза монастирем у світі, або в релігійній громаді. Треті ордени існують в практиці Римо-католицької, лютеранської та англіканської церков.
Вони приносять обіцянку дотримуватися правил монастиря або чернечого ордену, з яким вони себе пов'язують, у своєму приватному житті, в тій мірі, наскільки обставини життя це дозволяють. Терціарії приносять тотожні чернечим обітницям обітниці (відновлюючи їх раз на рік або відразу на все життя — в залежності від традицій монастиря з яким себе пов'язують). Слід відрізняти від облатів, які є м'якшим варіантом терціарського життя та не є відокремленими в окремий орден, але є розширеною частиною монастирської спільноти.
Римо-католицьке канонічне право стверджує: «Асоціації, члени яких беруть участь у дусі якогось релігійного інституту, перебуваючи у світському житті, ведуть апостольське життя і прагнуть до християнської досконалості під вищим керівництвом того ж інституту, називаються третіми орденами або іншою відповідною назвою».

## Перші, другі та треті Ордени
Релігійні ордени, що виникли в XII–XIII століттях, часто мали перший орден (це монахи-чоловіки, які, як правило, були започатковані раніше від жіночих монастирів), другий орден (монахині, в більшості випадків упродовж історії були започатковані вже після чоловічих монастирів), а згодом і третій орден — миряни, які були засновані після чоловічих та жіночих згромаджень. Наприклад, Домінік де Гусман заснував перший орден — Орден домініканців, другий орден — орден домініканок, та третій орден — Братство мирян святого Домініка. А святий Франциск Ассізький заснував перший орден — Орден Братів Менших Конвентуальних Францисканців, другий орден — орден кларисок і третій орден — Третій орден святого Франциска. Таким чином, усі три ордени являють собою три гілки орденської духовності.
Ідея, яка лежить в основі цього інституту мирянського братства, загалом полягає в тому, що особи, які через певні обставини не можуть вступити до релігійного ордену, так званого, можуть, тим не менше, наскільки це можливо, користуватися перевагами та привілеями релігійних орденів.
У деяких випадках члени третього ордену, бажаючи жити більш монастирським та регламентованим способом життя, ставали «регулярними» (релігійними людьми, що живуть за правилом, лат. regula) як члени релігійного інституту. Ці релігійні інститути або «конгрегації» класифікуються як такі, що належать до регулярних третіх орденів.

## Історія
Упродовж історії відомо чимало випадків приєднання мирянських фратерень (братств) до великих монастирів монаших орденів, які складались з чоловіків та жінок, які прагнули жити духовністю ордену та долучались до життя ордену. Імператори і королі, а також найзнаменитіші люди в церкві та штаті зазвичай були партнерами того чи іншого великого абатства чи монастиря і теж прагнули бути приєднаними до нього. Відтак вони ставали учасниками всіх релігійних вправ та інших добрих справ громади, до якої вони належали, і, як очікувалося, вони взамін захищатимуть та спрямовуватимуть її інтереси; але вони не були покликані дотримуватися якогось особливого правила життя.
Загальна ідея мирян, приналежних до релігійних орденів, таких як бенедиктинські облати або конфратники, розвинені як засновники та благодійники монастирів, була прийнята в духовне спілкування, а пізніше в часі поховання одягнена у габіт певного ордену, до якого була прихильна.
Від ХІІІ століття багатьох мирян, які спостерігали за падінням авторитету духовенства в нижній Європі, схопила ідея реформування християнства шляхом проповідування. Цей чудовий намір спричинив зростання серед інших, Fratres Humiliati. Невдовзі хуміліати стали підозрюваними і їм заборонив проповідувати Папа Луцій III, поки в 1207 році папа Інокентій III не дав частині з них дозволу відновити свою роботу за умови, що вони обмежувались моральними питаннями і не заходили на доктринальні теми. Деякі стали священниками, були зібрані в монастир і розпочали релігійне життя. Інші залишалися у світі, але духовно залежали від канцелярської частини і вперше називались Третім орденом. Здається, хуміліати були першими, хто отримав «терціаріїв» у ХІІ столітті. Вони жили за правилом «життя у світі».
Ця назва значною мірою використовувалась у францисканському ордені, який, можливо, мав найпопулярніший Третій орден. Інші ордени теж мали терціаріїв, наприклад тринітарії та домініканці. За ними слідували з часом ряд інших, такі як кармеліти, сервіти, августинці, мініми, премонстранти і так далі. Але яким би ім'ям їх не називали на початку, існували миряни, які визнавали, що живуть відповідно до Правила братів, пристосованого до їхнього світського життя, або правила, складеного спеціально для них. Вони поділяли ту ж духовність, тих самих генералів Орденів і навіть аспекти тієї самої звички, таких як скапулярій.
На сьогодні більш чисельними та поширеними Треті ордени залишились у практиці Римсько-католицької церкви.

## Зміни після Другого Ватиканського собору
З появою Другого Ватиканського собору з'явилася нова деталізація мирянського покликання. Мирянське покликання — це покликання, відмінне від богопосвяченого священницького чи монашого.
Життя терціарія передбачає освячення звичайного життя, своєї праці, сімейного життя, всіх різних світських занять. Це закваска серед світу, яка впорядковує тимчасовий світ Богові.
Оскільки різні світські порядки третього порядку почали розглядати кожен із своїх будинків після Ради, вони почали переглядати свої Правила та Статути. Ордени подали свої нові Статути чи Правила чи конституції до Святого Престолу для перегляду та затвердження. Таким чином, нові Статути занурені в доктрину Собору щодо загального заклику до святості та теології мирянського покликання, включаючи світський характер мирян. Різні ордени вирішили змінити назву із «Світський орден третього порядку» на «Світський орден» (або принаймні додати його до використання), щоб підкреслити світську природу Ордену, або вони використовували термін «Мирянин або мирянин» з тим самим ефектом. «Третій орден» і все ще використовуються, але інші назви були додані або використані у формальному розумінні.
Різні документи показують, як миряни різних орденів є частиною Ордену (або сім'ї тощо), але повністю в межах їхньої конкретної мирянської та світської держави. Вони показують, як терціарії мають повноцінно жити за своїм християнським мирянським покликанням, а також як вони повинні жити харизмою ордену, якому вони належать, у світському житті. Вони також надають різні засоби для прагнення до святості серед світу, що в значній мірі є частиною покликання терціарського прагнення до християнської досконалості (CIC 303).
Упродовж всього часу існування третіх орденів постало чимало святих та беатифікованих терціаріїв, які дають приклад духовності «в світі».

## Список досі існуючих Третіх орденів Католицької церкви
- Третій орден августинців-реколектів
- Третій орден Святого Августина
- Облати святого Бенедикта
- Світський Орден Кармелітів
- Третій орден Святого Домініка
- Третій орден Святого Франциска
- Третій Орден Милосердя
- Третій порядок мінімів
- Третій Орден Світський Пресвятої Трійці
- Третій орден Святого Норберта
- Третій орден Матері Божої з гори Кармель
- Асоціація салезіанських співпрацівників
- Третій Орден Сервітів

У протестантських конфесіях також існують треті або світські ордени, наприклад в єпископальній, чи англіканській церквах.

## Список діючих Третіх Орденів в Україні
- Третій орден Святого Домініка
- Третій орден Святого Франциска
- Третій орден Матері Божої з гори Кармель
- Асоціація салезіанських співпрацівників

## Список святих та блаженних терціаріїв
- Свята Катерина Сієнська — свята, вчитель Церкви, домініканська терціарка.
- Блаженний П'єр Джорджіо Фрассаті — домініканський терціарій.
- Свята Роза з Ліми — домініканська терціарка.
- Свята Маргарита Кастильська — домініканська терціарка.
- Блаженний Альберт з Бергамо[en] — домініканський терціарій.
- Блаженна Бенвенута Бонжані[en] — домініканська терціарка.
- Блаженний Джорджіо Ла Піра[en] — домініканський терціарій.
- Блаженна Марія Багнезі[en] – домініканська терціарка.
- Блаженний Бартоло Лонго – домініканський терціарій.
- і чимало інших.